# Jasenov Del
Jasenov Del (cyr. Јасенов Дел) – wieś w Serbii, w okręgu pirockim, w gminie Babušnica. W 2011 roku liczyła 102 mieszkańców.